# 카멜롯 (기업)
유한회사 카멜롯은 일본의 비디오 게임 개발사이다. 1990년 세가 CD4라는 이름으로 시작해 직후 소닉! 소프트웨어 플래닝으로 변경해 세가의 자회사로 활동했다. 세가와의 협력 당시 《샤이닝》 비디오 게임 시리즈를 개발했다. 1994년 경 세가에서 독립했으며 이후 닌텐도와 협력해 《마리오 테니스》, 《마리오 골프》, 《황금의 태양》 등의 비디오 게임들을 개발한다.

## 개발 게임
| 연도 | 제목                                 | 배급사                   | 플랫폼            |
| ---- | ------------------------------------ | ------------------------ | ----------------- |
| 1991 | 샤이닝 앤드 더 다크니스              | 세가                     | 메가 드라이브     |
| 1992 | 샤이닝 포스                          | 세가                     | 메가 드라이브     |
| 1992 | 샤이닝 포스 외전                     | 세가                     | 게임 기어         |
| 1993 | 샤이닝 포스 외전 II                  | 세가                     | 게임 기어         |
| 1993 | 샤이닝 포스 II                       | 세가                     | 메가 드라이브     |
| 1994 | 샤이닝 포스 CD                       | 세가                     | 메가 CD           |
| 1995 | 샤이닝 포스 외전: 파이널 컨플릭트    | 세가                     | 게임 기어         |
| 1995 | 샤이닝 위즈덤                        | 세가                     | 세가 새턴         |
| 1995 | 비욘드 더 비욘드                     | 소니 컴퓨터 엔터테인먼트 | 플레이스테이션    |
| 1996 | 샤이닝 더 홀리 아크                  | 세가                     | 세가 새턴         |
| 1997 | 모두의 골프                          | 소니 컴퓨터 엔터테인먼트 | 플레이스테이션    |
| 1997 | 샤이닝 포스 III 시나리오 1           | 세가                     | 세가 새턴         |
| 1998 | 샤이닝 포스 III 시나리오 2           | 세가                     | 세가 새턴         |
| 1998 | 샤이닝 포스 III 시나리오 3           | 세가                     | 세가 새턴         |
| 1999 | 마리오 골프 64                       | 닌텐도                   | 닌텐도 64         |
| 1999 | 마리오 골프 GB                       | 닌텐도                   | 게임보이 컬러     |
| 2000 | 마리오 테니스 64                     | 닌텐도                   | 닌텐도 64         |
| 2000 | 마리오 테니스 GB                     | 닌텐도                   | 게임보이 컬러     |
| 2001 | 모바일 골프                          | 닌텐도                   | 게임보이 컬러     |
| 2001 | 황금의 태양: 열린 봉인               | 닌텐도                   | 게임보이 어드밴스 |
| 2002 | 황금의 태양: 잃어버린 시대           | 닌텐도                   | 게임보이 어드밴스 |
| 2003 | 마리오 골프: 패밀리 투어             | 닌텐도                   | 게임큐브          |
| 2004 | 마리오 골프: GBA 투어                | 닌텐도                   | 게임보이 어드밴스 |
| 2004 | 마리오 테니스 GC                     | 닌텐도                   | 게임큐브          |
| 2005 | 마리오 테니스 어드밴스               | 닌텐도                   | 게임보이 어드밴스 |
| 2007 | 위 러브 골프                         | 캡콤                     | Wii               |
| 2009 | 뉴 플레이 컨트롤! 마리오 파워 테니스 | 닌텐도                   | Wii               |
| 2010 | 황금의 태양: 칠흑의 새벽             | 닌텐도                   | 닌텐도 DS         |
| 2012 | 마리오 테니스 오픈                   | 닌텐도                   | 닌텐도 3DS        |
| 2014 | 마리오 골프 월드 투어                | 닌텐도                   | 닌텐도 3DS        |
| 2015 | 마리오 테니스 울트라 스매시          | 닌텐도                   | Wii U             |
| 2017 | 마리오 스포츠 슈퍼스타즈             | 닌텐도                   | 닌텐도 3DS        |
| 2018 | 마리오 테니스 에이스                 | 닌텐도                   | 닌텐도 스위치     |
| 2021 | 마리오 골프 슈퍼 러시                | 닌텐도                   | 닌텐도 스위치     |

## 참조

### 내용주
1. ↑  일본어: 株式会社キャメロット, 영어: Camelot Co., Ltd.